# Amaya
Amaya — свободный WYSIWYG-редактор веб-страниц со встроенным веб-браузером (предназначенным только для удобства редактирования), разрабатываемый консорциумом W3C. Доступен для операционных систем Linux, UNIX, Windows, Mac OS X. Отличается хорошей поддержкой стандартов W3-консорциума.

## Поддержка
- HTML 4.01
- XHTML 1.0, XHTML Basic, XHTML 1.1
- HTTP 1.1
- MathML 2.0
- CSS 2
- SVG